# رامون برندروث
رامون برندروث (انگلیسی: Ramon Berndroth؛ زادهٔ ۲۴ مارس ۱۹۵۲) بازیکن فوتبال اهل آلمان است.
از باشگاه‌هایی که در آن بازی کرده‌است می‌توان به باشگاه فوتبال آینتراخت فرانکفورت اشاره کرد.